# Bryolymnia ensina
Bryolymnia ensina là một loài bướm đêm thuộc họ Noctuidae. Chúng phân bố ở các khu rừng lá kim từ tây nam Arizona (dãy núi Huachuca) và tây nam New Mexico (dãy núi Pinos Altos) về phía nam ở Sierra Madre Occidental tới bang Durango ở México.
Chiều dài cánh trước là 12–14 mm và Sải cánh khoảng 25–30 mm. Con trưởng thành bay từ giữa tháng 6 tới giữa tháng 7.